# Список президентів УЄФА
Нижче подано список усіх президентів УЄФА, європейського футбольного керівного органу.
| №    | Ім'я                | Вступив на посаду | Залишив посаду  | Національність |
| ---- | ------------------- | ----------------- | --------------- | -------------- |
| 1    | Еббе Шварц          | 22 червня 1954    | Квітень 1962    | Данія          |
| 2    | Ґустав Відеркер     | Квітень 1962      | 7 липня 1972 †  | Швейцарія      |
| в.о. | Шандор Барч         | 7 липня 1972      | 15 березня 1973 | Угорщина       |
| 3    | Артеміо Франкі      | 15 березня 1973   | 12 серпня 1983† | Італія         |
| 4    | Жак Жорж            | Червень 1984 ††   | Квітень 1990    | Франція        |
| 5    | Леннарт Юганссон    | Квітень 1990      | Січень 2007 †   | Швеція         |
| 6    | Мішель Платіні      | 26 січня 2007     | 21 грудня 2015  | Франція        |
| в.о. | Анхель Марія Вільяр | 8 жовтня 2015     | 14 вересня 2016 | Іспанія        |
| 7    | Александер Чеферін  | 14 вересня 2016   |                 | Словенія       |

 †  Після відходу від посади отримав статус почесного президента.
 ††  Був тимчасовим президентом до обрання.